# ريتشارد إليس (لاعب كريكت)
ريتشارد إليس (20 ديسمبر 1960 في المملكة المتحدة - ) (بالإنجليزية: Richard Ellis)‏ هو لاعب كريكت بريطاني. لعب مع Hertfordshire County Cricket Club ‏ ونادي مقاطعة ميدلسكس للكريكت ‏ ونادي مقاطعة غلوستر للكريكت ‏ ونادي الكريكت في جامعة أكسفورد ‏.

## وصلات خارجية
- ريتشارد إليس على موقع إي آس بي آن كريك إنفو (الإنجليزية)